# 西光寺 (赤磐市)
西光寺（さいこうじ）は、岡山県赤磐市多賀にある天台宗の寺院である。山号は菖蒲山、院号は随縁院。

## 歴史
寺伝によると天平勝宝4年（752年）孝謙天皇の命により報恩大師が建立した備前四十八ヶ寺の一つであるという。
平安末期、浄土信仰が盛んになると、西光寺は浄土に近い場所と民衆に信じられ多くの参拝があったと伝えられている。また、旧参道に沿って大門があり、三重塔や安養院、本覚院、竹之坊、岩本坊などの院坊があった。
1192年（建久3年）持運が再興したと伝えられている。
1367年（永和2年）住職である浄阿が、備前吉岡庄の友永に造らせた鰐口（赤磐市指定文化財）に「菖蒲谷西光寺」との銘文がある。
1595年（文禄4年）12月の備前国四拾八ヶ寺領井分国中大社領目録写（金山寺文書）には西光寺が菖蒲谷山として記載されており、宇喜多秀家より寺領20石が認められている。
本尊は阿弥陀如来で、台座には、元禄8年（1695年）の銘がある。脇侍として元禄9年（1696年）の銘がある観音菩薩像と勢至菩薩像がある。
岡山藩政下では寺領6石程度で主院が随縁院、他に安養院・真如院・地蔵院・本覚院があったとの記録が吉備温故秘録に記載されている。また、1838年（天保9年）の『「手鏡」 森文書』の記録によれば、寺3軒、出家1人で安養院と地蔵院は無住職で寺領の内訳は本尊2石程度、随縁院が1石程度、安養院と地蔵院が併せて1石程度であり、寺構の鎮守三王があったとのことである。

## 伽藍
- 庫裏：万治三年（1660年）建立 箱棟造[1]
- 仁王門：天和三年（1683年）建立 入母屋造[1]
- 本堂：安永三年（1774年）建立 入母屋造[1]
- 鐘楼：明治十四年（1881年）建立
- 弁財天堂
- 牛神堂
- 日枝神社

## 文化財
- 鰐口：「直径42.2cm、厚さ21.1cm。銘文から、西光寺の住職浄阿が、刀鍛冶で有名な吉岡荘（現在の岡山市瀬戸町鍛冶屋）の友永に永和二年（1376年）に作らせたものである」[3]。1979年12月14日赤磐市指定文化財。
- 涅槃図：江戸時代後期の作で絹地絹表装である。画面中央に釈迦入滅（涅槃）の場面を描き、その周縁に釈迦臨終前後の7つの説話を配する「八相涅槃図」の形式をとる。長らく非公開であったが、2024年に修復され、一般公開されている。
- 大般若経百巻：寛政年間に地元住民の発願で寄進された。写経は公家である高階氏によるもの。